# 혜순공주
혜순공주(惠順公主, 1468년 음력 9월 경 ~ 1469년 음력 8월 5일)는 조선의 공주로 예종과 안순왕후 한씨의 차녀이다.
안순왕후가 중궁으로 책봉되고 얼마 되지 않아 태어난 것으로 보인다. 1469년(예종 원년) 음력 8월 5일에 요절하였으며, 혜순공주(惠順公主)의 시호를 받았다. 사망 4일 후인 음력 8월 9일 고양현 향적산에 장사지냈다.

## 가족 관계
- 조부 : 제7대 세조(世祖, 1417~1468, 재위: 1455~1468)
- 조모 : 정희왕후(貞熹王后, 1418~1483)
  - 아버지 : 제8대 예종(睿宗, 1450~1469, 재위: 1468~1469)
- 외조부 : 우의정 청천부원군 양혜공 한백륜(右議政 淸川府院君 襄惠公 韓伯倫, 1427~1474)
- 외조모 : 서하부부인 풍천 임씨(西河府夫人 豊川 任氏, ?~1472)
  - 어머니 : 안순왕후(安順王后, 1445?~1498)
    - 오빠 : 인성대군1461~1463
    - 언니 : 현숙공주(惠順公主, 1464~1502)
    - 오빠 : 제안대군 현(齋安大君 琄, 1466~1525)